# Laguna Aramuaca
La Laguna Aramuaca est un maar du Salvador.